# Tumba

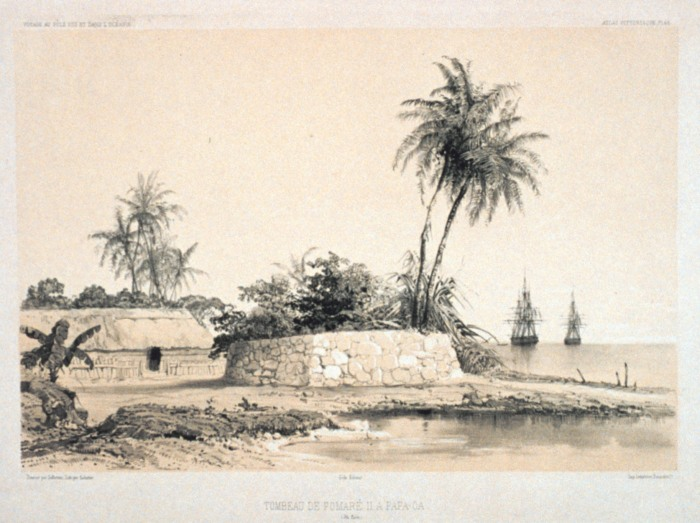
Tumba de Pomare II de Tahití.

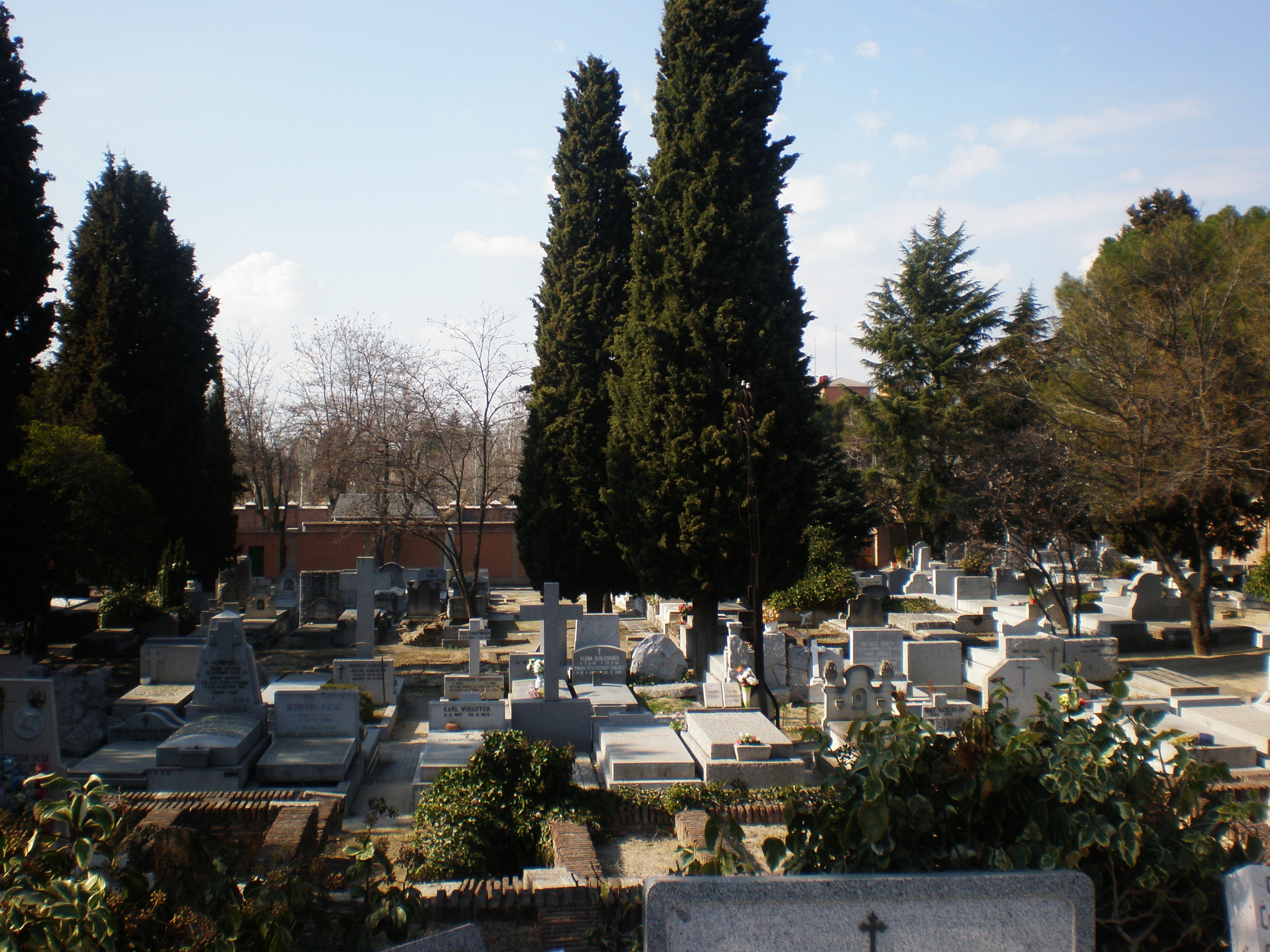
Vista interior del Cementerio civil de Madrid.

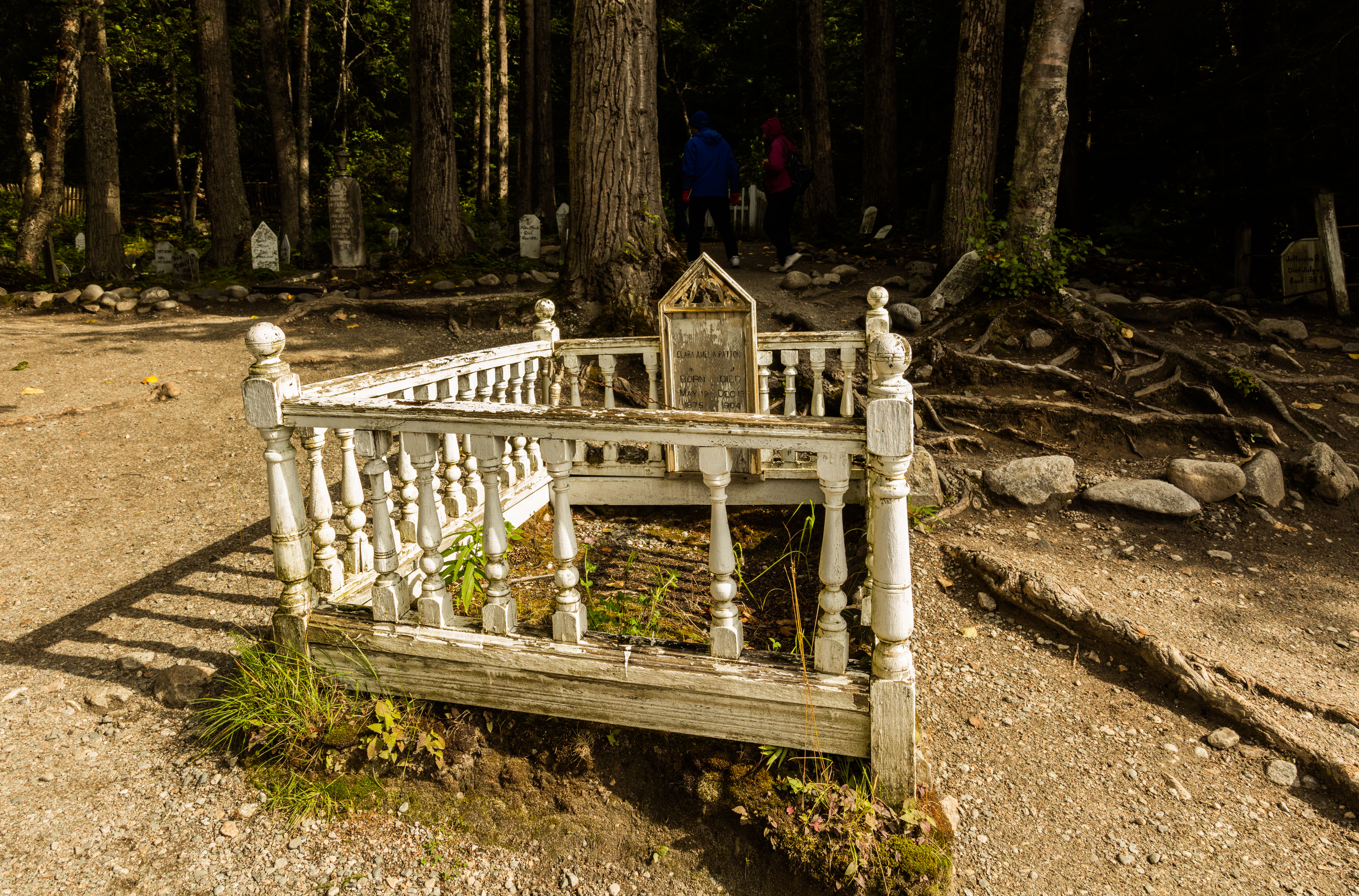
Tumba en el cementerio de la fiebre del oro, Skagway, Alaska, Estados Unidos.

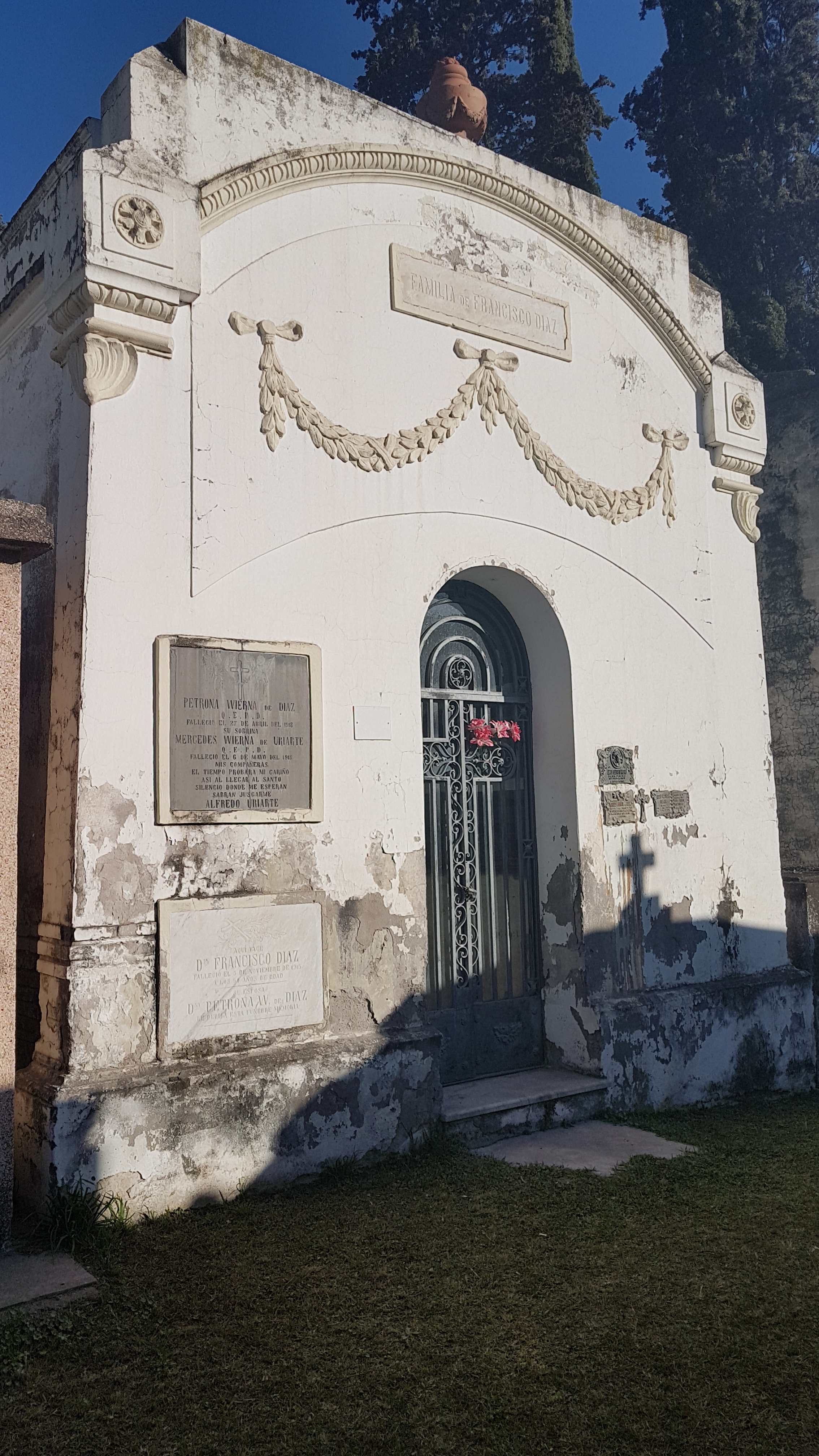
Tumba histórica de la flia. Francisco Diaz, cementerio Sagrado Corazón de Jesús. Rosario de Lerma (Argentina).

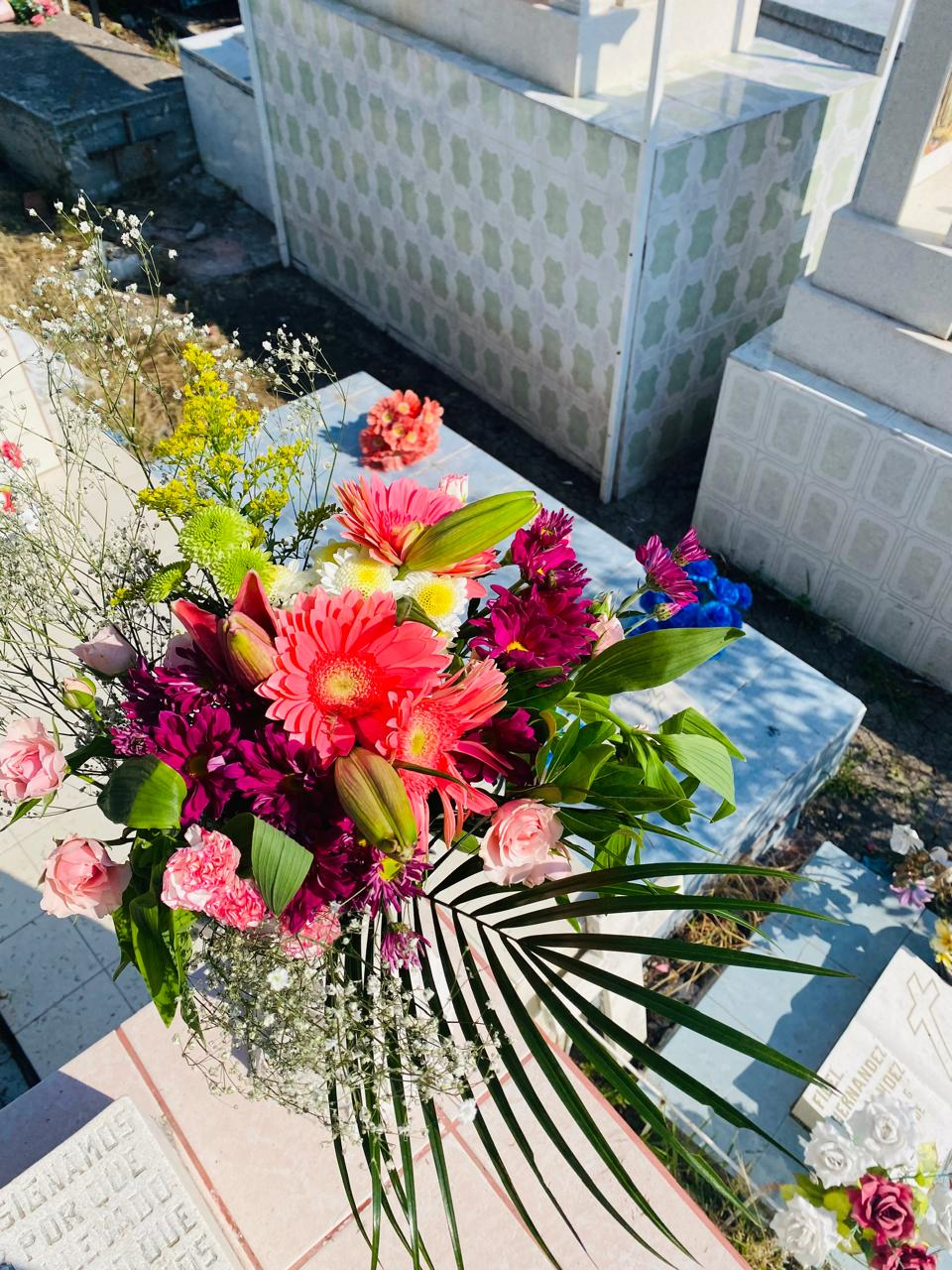
Las flores son llevadas a las tumbas para recordar a los seres queridos.

La tumba (en griego: τύμβος tumbos) es una edificación o pequeña cámara destinada para depositar a los difuntos. Puede estar parcial o totalmente bajo tierra en un cementerio o dentro de una iglesia o en su cripta. Las tumbas individuales suelen estar selladas, mientras que las familiares o para grupos tienen puertas para acceder a ellas cada vez que fuera necesario.

## Descripción general
La palabra se emplea de manera amplia para englobar diversos tipos de lugares de sepultura o entierro, que incluyen:
- Santuarios arquitectónicos: en el cristianismo, un santuario arquitectónico sobre el primer lugar de entierro de un santo, en contraste con un santuario similar que sostiene un relicario o féretro donde se han trasladado los restos del santo.
- Bóvedas funerarias: espacios subterráneos revestidos de piedra o ladrillo para múltiples entierros, originalmente abovedados, a menudo de propiedad privada para grupos familiares específicos; generalmente ubicados debajo de un edificio religioso como
- Iglesia
- Cementerio: terreno, generalmente cercado, destinado a enterrar cadáveres.Camposanto

- Catacumbas: son los antiguos cementerios subterráneos usados durante algún tiempo por las comunidades cristianas y hebreas, sobre todo en Roma. Las catacumbas cristianas, que son las más numerosas, tuvieron sus comienzos en el siglo segundo y sus ampliaciones continuaron hasta la primera mitad del quinto.
- Tumba de cámara

- Osario: lugar o el recipiente que, en un cementerio o en una iglesia, alberga los huesos que se extraen de una sepultura.
- Monumento eclesiástico: dentro de una iglesia (o un cofre estilo tumba en un camposanto) puede ser un lugar de sepultura, pero esto es inusual; puede estar más comúnmente sobre la tumba o bóveda de entierro en lugar de contener el cuerpo real y, por lo tanto, no es una tumba.
- Criptas: a menudo, aunque no siempre, para el entierro; similar a las bóvedas de entierro, pero generalmente para entierros públicos más generales.
- Funeraria
- Hipogeo: estructura subterránea construida en piedra para el entierro, como las tumbas del antiguo Egipto.
- Kokh (tumba): un espacio inclinado rectangular cortado en roca, que se adentra como túneles en la roca, lo suficientemente alto y ancho como para permitir el paso de un cadáver
- Mártirio: mausoleo para los restos de mártires, como San Pietro in Montorio.
- Mausoleo (incluida la pirámide antigua en algunos países): estructura externa independiente, sobre la tierra, que actúa tanto como monumento como lugar de entierro, generalmente para individuos o un grupo familiar.
- Mazar, Marqad o Maqbara (terminología islámica para tumbas de figuras religiosas destacadas o santos, o mausoleos)
- Tumba megalítica (incluida la tumba de cámara): lugar de entierro prehistórico, a menudo para comunidades grandes, construido con grandes piedras y originalmente cubierto con un montículo de tierra.
- Necrópolis: lugares que son la última morada de enterramientos de humanos dando paso a una ciudad de muertos o cadáveres. Su etimología del griego proviene de la combinación de dos palabras, Necro que significa  muerto o cadáver y Polis que significa ciudad, de allí su etimología de ciudad de los muertos que normalmente se refiere a lugares de grandes ciudades de vieja data, que son parte importante de la historia de la urbe, al igual que las antiguas civilizaciones que fueron olvidadas con el tiempo.
- Ohel, una estructura construida alrededor de la tumba o tumbas de Rebes jasídicos, rabinos prominentes, líderes comunitarios judíos y figuras bíblicas en Israel y la diáspora.
- Tumba de pilar: una tumba monumental. Su característica central es un solo pilar prominente, a menudo hecho de piedra.
- Tumba excavada en roca: una forma extendida en el mundo antiguo, en la que la tumba no se construye, sino que se talla en la roca y puede ser un edificio independiente, pero más comúnmente es una cueva, que puede ser extensa y puede o no tener una fachada elaborada.
- Sarcófago: un recipiente de piedra para un cuerpo o féretro, a menudo decorado y quizás parte de un monumento; puede estar dentro de un edificio religioso o un mausoleo más grande.
- Sepulcro: un espacio cavernoso cortado en roca para el entierro, generalmente en las religiones judía o cristiana (cf. Santo Sepulcro).
- Samadhi: en India, una tumba para un santo fallecido que a menudo tiene un edificio más grande sobre él como santuario.
- Stećak: en la Bosnia medieval, los stećaks individuales o agrupados en necrópolis de stećaks eran una forma de cultura sepulcral entre el siglo XII y XVI;
- Otras formas de "tumbas" arqueológicas, como entierros en barcos.
- Túmulo: un montículo de tierra y piedras levantado sobre una tumba o tumbas. Los túmulos también se conocen como túmulos, montículos funerarios, Hügelgräber o kurganes y se pueden encontrar en gran parte del mundo. Un cairn (un montículo de piedras construido con diversos propósitos) también podría ser originalmente un túmulo. Un túmulo largo es generalmente para varios entierros. Como se indica, las tumbas suelen encontrarse en o bajo edificios religiosos, como iglesias, o en cementerios o camposantos. Sin embargo, también pueden encontrarse en catacumbas, en propiedades privadas o, en el caso de tumbas tempranas o prehistóricas, en lo que hoy es un paisaje abierto.